# الشاي بالزبدة

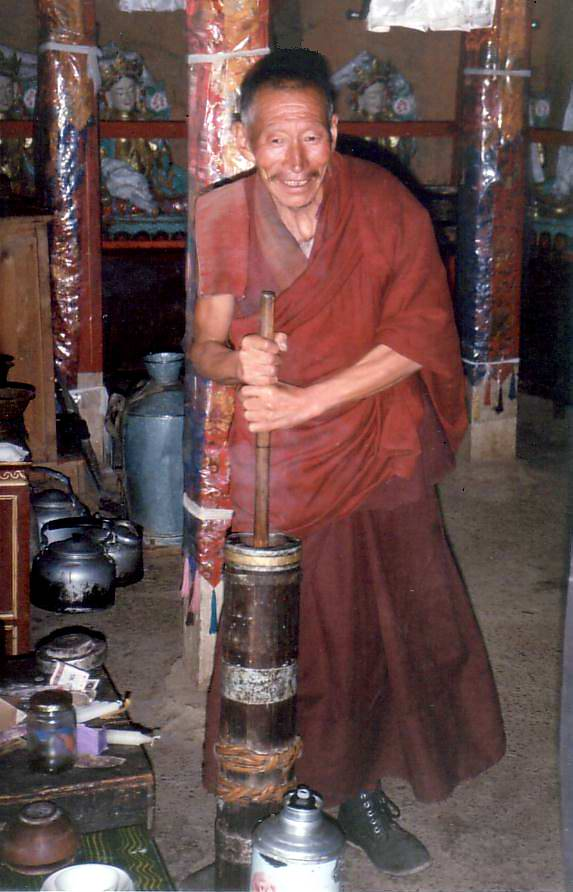
راهب من التبت يحرك اللبن ليصنع منه الزبدة من أجل وضعه في الشاي

الشاي بالزبدة (بالإنجليزية: Butter tea)‏ مشروب سكان التبت المفضل كونه يعطيهم الدفء والطاقة في نفس الوقت، وهذا ما يحتاجه سكان الهضبة التبتية ذات المناخ البارد أغلب فصول السنة. تتم طريقة صنع الشاي بالزبدة بغلي الشاي حتى يصبح كثيفًا، ثم يضاف الملح وزبدة حيوان القطاس ويسخن حتى يصبح رائبًا بعض الشي. يحرص التبتيون على شربه بكميات كبيرة ويعتبر من رموز الضيافة والطقس الديني عندهم.